# Берёзовский монастырь картезианцев
Берёзовский монастырь картезианцев ― католический мужской монастырь XVII века, памятник архитектуры зрелого барокко. Единственный в Великом княжестве Литовском монастырь ордена картезианцев.

## История монастыря
Берёза известна по письменным источникам с 1477 года как деревня Слонимского, с 1521 Кобринского повета Великого княжества Литовского. С 1629 года местечко. С конца XV века местечко принадлежало Сапегам.
С разрешения в 1648 году католического епископа Андрея Гембицкого по приглашению канцлера ВКЛ Льва Сапеги из резиденции ордена в Парадижа под Гданьском в Брестское воеводство приехали монахи-картезианцы с приором Филиппом Кульманом. Местом для монастыря они выбрали Берёзу. Лев Сапега подарил новоявленному монастырю большой надел земли и 800 дворов крестьян. Монастырские крестьяне должны были с 12 лет отдавать мальчиков в монастырские работы до совершеннолетия.
Впоследствии основным покровителем монастыря был Казимир Сапега (сын Льва). Генеральный варшавский сейм 1653 года утвердил передачу монастырю купленных Казимиром деревень Милейки, Замостянки и местечка Бусяж в Слонимском повете. Известны дарения 1655 года вилькомирского стольника С. Немцевича (фольварк Левошки), К. Высокинской, в 1678 году ― витебского стольника А. У. Немцевича (деревня Ястрем с фольварком Шилёнок), 1687 год ― виленского епископа Бжостовского и др.
Сам монастырь приобрёл под залог имения Лейпуны и Понемунье в Гродненском повете, Мошковицы в Брестском воеводстве. Строительство монастыря осуществлялось неизвестным итальянским зодчим, начато было в 1648 году и закончено в 1689.
Устав ордена не разрешал иметь собственных вещей, у монахов не было ни постелей, ни подушек, спали они на кирпичах. Питались по отдельности, общая трапеза была лишь раз в году.
Храмовыми праздниками монастыря был день Воздвижения Честного Животворящего Креста Господня и день Второго обретения Креста, совершавшиеся соответственно 14 сентября и 3 мая.
В апреле 1706 года в монастыре провёл день Карл XII. В Северную войну 1700—1721 монастырь разорён.

### После закрытия монастыря
После польского восстания 1830—1831, в котором участвовали и монахи-картезианцы, монастырь был упразднён. Помещения бывшего монастыря стали использоваться русскими в качестве казарм. Монастырский сад и пруд пришли в упадок. В 1832 году костёл стал приходским. В 1866 году значительная часть построек разобрана, разрушающийся костёл закрыт. В 1871 году гродненский архитектор Яков Фардон выполнил обмерный чертежи монастырской ворот.
В 1915 году здания монастыря горели.
В 1930-х годах бывшие русские казармы были превращен польскими властями в концентрационный лагерь для коммунистов, украинских националистов и военнопленных. После воссоединения Западной Беларуси с БССР в стенах монастыря была размещена воинская часть.
В начале 1990-х годов монастырь был внесен в список историко-архитектурных ценностей Беларуси. Существовал проект восстановления монастыря, однако он был приостановлен.
Ведутся работы по реставрации монастыря, в сентябре 2014 года было полностью восстановлено ворота.

## Архитектура монастыря
В комплекс монастыря входили собственно монастырь, костёл Святого Креста и часовня св. Бруно.
Строительством монастыря руководил итальянский архитектор Джованни Баттиста Джизлени. Построен он в стиле барокко как монастырь-крепость ― с элементами оборонительного зодчества: каменные стены с башнями, ров вокруг монастыря. Строительство начато в 1648 году, закончено в 1689.
Территория монастыря разделена на замкнутые, отдельные пространства. В центре ― квадратный двор, окружённый зданиями келий монахов-отшельников. Монастырь имел несколько каменных зданий, однотипные ячейки жилых помещений с маленькими внутренними двориками, трапезную, библиотеку, госпиталь, аптеку, хозяйственные постройки.
Костёл, освящённый в 1666 году, ― главное сооружение монастыря. Это трёхнефная базилика с тремя гранёными апсидами и гранёным тамбуром при входе, соединённая с монастырём коридорами, образующими замкнутый квадратный двор. К фасаду костёла была пристроена 8-гранная многоярусная башня-колокольня с барочным куполом и пушками на ярусах. Внутреннее пространство костёла разделялось на два богослужения: для мирян и затворников.
Уцелели брама, башня-звонница, корпус госпиталя и часть стены с одной из угловых башен.
|                       |  |                  |  |                   |
| в середине XVIII века |  | в начале XX века |  | в начале XXI века |

## Интересные факты
Ворота монастыря изображены на гербе и флаге города Береза.